# Klooster van de Zusters der Liefde

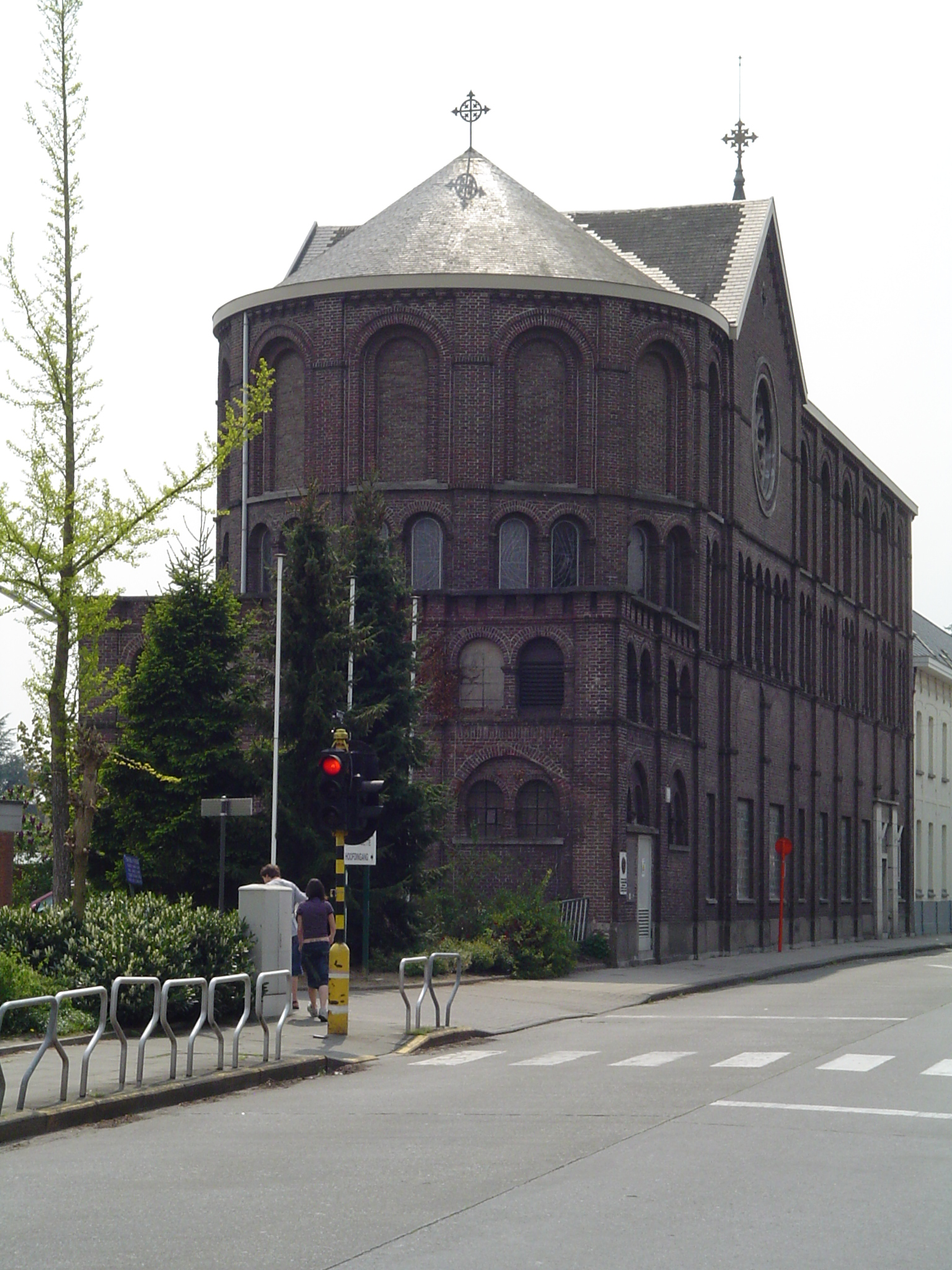
Kloosterkerk

Het Klooster van de Zusters van Liefde is een klooster- en scholencomplex in de tot de Oost-Vlaamse gemeente Lievegem behorende plaats Lovendegem, gelegen aan de Molendreef 16.

## Geschiedenis
Het klooster werd gesticht in 1803, aanvankelijk aan Appenvoordestraat 17, door toedoen van Petrus Jozef Triest, die toen pastoor te Lovendegem was. Hij stichtte de congregatie Zusters van Liefde van Jezus en Maria en de daarbij aangesloten zusters stichtten een armenschool en een burgerschool voor meisjes, werkscholen voor de armen, een weeshuis en een instelling voor ziekenverzorging, waarbij in 1846 een herbouw plaatsvond. In 1844 werd een begraafplaats ingericht, waarin in 1902 ook kanunnik Triest werd bijgezet.
Tegenwoordig herbergt het complex de Fabiolaschool voor bijzonder onderwijs en het Medisch Pedagogisch Instituut Bernadette.

## Gebouw
Het complex heeft een lange gevel aan de straatzijde, waarschijnlijk van 1896. Ook is daar, in de lengterichting aan de straat, de kloosterkerk in neoromaanse stijl, ontworpen door J. Bruyenne en gewijd aan Onze-Lieve-Vrouw door de Engelen Opgenomen. De kerk heeft een pseudotransept en een opvallend koor. Eem klein klokkentorentje bevindt zich op het dak. Het kerkinterieur is goeddeels verdwenen. Het kloostercomplex is gelegen op een uitgebreid terrein met schoelen en paviljoens.